# Lyon Open
Lyon Open, oficiálně Open Parc Auvergne-Rhône-Alpes Lyon, je profesionální tenisový turnaj mužů konaný ve francouzském Lyonu, metropoli regionu Auvergne-Rhône-Alpes.
Na okruhu ATP Tour se od sezóny 2017 řadí do kategorie ATP Tour 250. Probíhá v květnovém termínu na otevřených antukových dvorcích, jakožto příprava na pařížský grandslam Roland Garros. Dějištěm se stal areál v Parc de la Tête d’Or / Vélodrome Georges Préveral (Parku Zlaté hlavy / Velodromu Georgese Préverala) s kapacitou centrkurtu 4 000 diváků. Soutěže probíhají také na dalších třech dvorcích.
Turnaj byl založen v roce 2017, když v kalendáři ATP Tour nahradil také antukový Open de Nice Côte d’Azur, konaný od roku 1971 v Nice. Lyon již v minulosti hostil halový turnaj na tvrdém povrchu, jenž probíhal mezi lety 1987–2009. V roce 2010 se pak přemístil do Montpellier.
Do soutěže dvouhry nastupuje dvacet osm hráčů a čtyřhry se účastní šestnáct párů. Prvním titulem na okruhu ATP Tour se v roce 2023 stal 18letý Francouz Arthur Fils nejmladším šampionem turnaje a Giovanni Mpetshi Perricard debutovou kariérní trofejí v roce 2024 nejníže postaveným vítězem, když mu patřila 117. příčka žebříčku.

## Přehled finále

### Dvouhra
| Rok  | vítěz                          | finalista                      | výsledek                       |
| ---- | ------------------------------ | ------------------------------ | ------------------------------ |
| 2017 | Jo-Wilfried Tsonga             | Tomáš Berdych                  | 7–6(7–2), 7–5                  |
| 2018 | Dominic Thiem                  | Gilles Simon                   | 3–6, 7–6(7–2), 6–1             |
| 2019 | Benoît Paire                   | Félix Auger-Aliassime          | 6–4, 6–3                       |
| 2020 | zrušeno pro pandemii covidu-19 | zrušeno pro pandemii covidu-19 | zrušeno pro pandemii covidu-19 |
| 2021 | Stefanos Tsitsipas             | Cameron Norrie                 | 6–3, 6–3                       |
| 2022 | Cameron Norrie                 | Alex Molčan                    | 6–3, 6–7(3–7), 6–1             |
| 2023 | Arthur Fils                    | Francisco Cerúndolo            | 6–3, 7–5                       |
| 2024 | Giovanni Mpetshi Perricard     | Tomás Martín Etcheverry        | 6–4, 1–6, 7–6(9–7)             |

### Čtyřhra
| Rok  | vítězové                          | finalisté                           | výsledek                       |
| ---- | --------------------------------- | ----------------------------------- | ------------------------------ |
| 2017 | Andrés Molteni Adil Shamasdin     | Marcus Daniell Marcelo Demoliner    | 6–3, 3–6, [10–5]               |
| 2018 | Nick Kyrgios Jack Sock            | Roman Jebavý Matwé Middelkoop       | 7–5, 2–6, [11–9]               |
| 2019 | Édouard Roger-Vasselin Ivan Dodig | Ken Skupski Neal Skupski            | 6–4, 6–3                       |
| 2020 | zrušeno pro pandemii covidu-19    | zrušeno pro pandemii covidu-19      | zrušeno pro pandemii covidu-19 |
| 2021 | Hugo Nys Tim Pütz                 | Pierre-Hugues Herbert Nicolas Mahut | 6–4, 5–7, [10–8]               |
| 2022 | Ivan Dodig Austin Krajicek        | Máximo González Marcelo Melo        | 6–3, 6–4                       |
| 2023 | Rajeev Ram Joe Salisbury          | Nicolas Mahut Matwé Middelkoop      | 6–0, 6–3                       |
| 2024 | Harri Heliövaara Henry Patten     | Juki Bhambri Albano Olivetti        | 3–6, 7–6(7–4), [10–8]          |

## Rekordy
| Dvouhra                  | Dvouhra  | Dvouhra |
| Rekord                   | Rekord   | držitelé rekordu |
| ------------------------ | -------- | --- |
| Nejvíce titulů           | 1        | Arthur Fils Cameron Norrie Benoît Paire Giovanni Mpetshi Perricard Dominic Thiem Stefanos Tsitsipas Jo-Wilfried Tsonga |
| Nejvíce finále           | 2        | Cameron Norrie |
| Nejvíce vyhraných zápasů | 13       | Cameron Norrie |
| Nejstarší vítěz          | 32 let   | Jo-Wilfried Tsonga (2017)                                                                                              |
| Nejmladší vítěz          | 18 let   | Arthur Fils (2023) |
| Nejvýše postavený vítěz  | 5. ATP   | Stefanos Tsitsipas (2021)                                                                                              |
| Nejníže postavený vítěz  | 117. ATP | Giovanni Mpetshi Perricard (2024)                                                                                      |